# Sarsia nipponica
Sarsia nipponica är en nässeldjursart som beskrevs av Uchida 1927. Sarsia nipponica ingår i släktet Sarsia och familjen Corynidae. Inga underarter finns listade i Catalogue of Life.